# Bad 25
Bad 25 (с англ. — «Крутой 25») — юбилейное переиздание седьмого студийного альбома американского автора-исполнителя Майкла Джексона Bad. Релиз состоялся 18 сентября 2012 года на лейблах Epic Records, Legacy Recordings и MJJ Productions.
Стандартное издание состоит из двух компакт-дисков, на одном из которых — оригинальный альбом, на втором — 10 ранее неизданных и малоизвестных демоверсий песен Джексона, записанных в период подготовки альбома Bad и ремиксы на композиции музыканта. В различные варианты делюкс бокс-сетов вошли также бонусные DVD и CD с концертом Джексона на стадионе Уэмбли в рамках тура Bad World Tour. Релиз Bad 25 сопровождала премьера одноимённого документального фильма режиссёра Спайка Ли о создании оригинального альбома Bad.
Пластинка возглавила хит-парад Италии заняла вторую строчку в чарте Испании, стала шестой в Нидерландах и седьмой в Валлонском регионе Бельгии. В Польше Bad 25 получил золотую сертификацию. В 2013 году издание было номинировано на статуэтку «NAACP Image Awards» в категории «Выдающийся альбом».

## Релиз и промо
В ноябре 2011 года появились сообщения о том, что к выпуску готовится переиздание альбома Майкла Джексона Bad в честь 25-летия пластинки. В конце марта 2012 года стартовала новая рекламная кампания Pepsi: стало известно, что в продажу поступит лимитированый тираж банок напитка с изображением музыканта и логотипом Bad 25. В мае режиссёр Спайк Ли подтвердил, что работает над документальным фильмом о пластинке, а также было объявлено, что в июне 2012 года на виниловых пластинках будет перевыпущен сингл «I Just Can't Stop Loving You». 21 мая 2012 года стало известно, что релиз переиздания альбома состоится в сентябре, а делюкс-издание будет содержать DVD с ранее невыпущенным концертом Джексона, шоу состоялось 16 июля 1988 года на стадионе Уэмбли. Запись была обнаружена среди личных вещей певца.
Релиз первого и единственного сингла из переиздания состоялся 1 июня 2012 года в США и 5 июня в Европе. На стороне Б виниловой пластинки была выпущена ранее неизвестная песня Джексона «Don’t Be Messin’ Round». В середине сентября на 69-м Венецианском кинофестивале вне конкурса состоялась премьера документального фильма о создании альбома Bad — «Bad 25». Картина была снята Спайком Ли на основе авторских интервью и архивных материалов.
18 сентября 2012 года в продажу поступили стандартные двухдисковые издания и несколько вариантов делюкс-бокс-сетов. Пластинка возглавила хит-парад Италии заняла вторую строчку в чарте Испании, стала шестой в Нидерландах и седьмой в Валлонском регионе Бельгии. В Польше Bad 25 получил золотую сертификацию. В 2013 году издание было номинировано на статуэтку «NAACP Image Awards» в категории «Выдающийся альбом».

## Содержание переиздания
Стандартное издание Bad 25 состоит из двух компакт-дисков, один из которых содержит оригинальный альбом, второй — 10 ранее неизвестных и малоизвестных демоверсий песен Джексона, записанных во время подготовки альбома Bad. Самый крупный делюкс-бокс-сет состоит из четырёх дисков: оригинального альбома, диска с демоверсиями композиций, DVD с концертом музыканта на Bad World Tour на стадионе «Уэмбли» и CD с аудиозаписью с него. В течение двух лет исполнители завещания певца занимались архивацией и оцифровкой его неизданного материала. «Некоторые из треков были совсем сырыми, — вспоминает Джон Бранка. — Другие были закончены настолько, что любой другой артист, кроме Джексона, посчитал бы работу над ними завершённой». Открывают бонусный диск переиздания 8 демоверсий песен, не вошедших в оригинальный альбом, затем следуют испано- и франкоязычная версии композиции «I Just Can’t Stop Loving You» и три ремикса на песни Джексона.
- «Don’t Be Messin’ Around». «Don’t Be Messin’ Around» — экспериментальный трек, написанный и впервые записанный певцом в период подготовки альбома Thriller. Музыкант вернулся к работе над ней в конце 1986 года[15]. В представленной версии Джексон сам подыгрывает себе на рояле. Трек даёт слушателю возможность понять, как певец «на ходу» создавал свои композиции: он вокально «диктует» будущие инструментальные партии, набрасывает акценты и импровизирует с ещё незаконченным текстом[15]. По мнению критиков, песню можно отнести к жанрам поп, латиноамериканской музыки и джаза[15].
- «I’m So Blue». Простая среднетемповая баллада «I’m So Blue» повествует о грусти после расставания. Звукорежиссёру Мэтту Форджеру, работавшему над песней, композиция напомнила стиль Стиви Уандера: певец использовал ту же тональность, в припеве звучит гармоника[14]. Критик портала «Theseconddisc.com» посчитал эту композицию одной из самых завершённых на пластинке[16].
- «Song Groove» (A/K/A «Abortion Papers»). В тексте «Song Groove» певец затрагивает проблематику абортов, повествуя о девушке из глубоко-религиозной семьи. В заметках к треку музыкант писал, что хочет поставить проблему очень аккуратно, стараясь не оскорбить девушек, решившихся на прерывание беременности. Звучит танцевальный ритм, что показалось критику The Atlantic странным для такого текста[14].
- «Free». Певец не дописал куплеты для этой композиции. В припевах баллады Джексон поёт о чувстве свободы: «Быть свободным, свободным как ветер / Летать, словно воробей» (англ. «Free, free like the wind blows/ To fly away just like the sparrow»)[14]. Критики сошлись во мнении, что песня выдержана в стилистике альбома Джексона Off the Wall конца 70-х гг[14][17].
- «Price of Fame». Песня повествует о «цене известности». Как и попавшая в альбом «Leave Me Alone» содержит в себе громкий протест против вмешательства средств массовой информации в личную жизнь знаменитостей[17][18]. Рецензент The Atlantic отметил некоторое сходство текста с вышедшей ранее «Billie Jean», а аккорды напомнили ему «Who Is It», вошедшую позднее в пластинку Джексона Dangerous[14].

- «Al Capone». Песня на гангстерскую тематику, является предшественницей «Smooth Criminal», вошедшей в список композиций альбома. По мнению критиков, «Al Capone» позволяет отследить эволюцию одной песни в другую[20]. Мэтт Форджер предполагает, что трек возможно получил развитие из ещё более ранней демоверсии песни Джексона о гангстерах — «Chicago 1945»[19].
- «Streetwalker». В 2001 году «Streetwalker» уже была выпущена в качестве бонусного трека в переиздании альбома Bad: Special Edition[21]. Песня не попала в альбом в последний момент, когда Куинси Джонс убедил Джексона заменить её на «Another Part of Me»[22]. В начале 90-х гг. композиция получила развитие и превратилась в раннюю демоверсию другой песни музыканта — «Dangerous»[22]. Обозреватель портала PopMatters посчитал «Streetwalker» «забавным треком в жанре фанка, вполне достойным места на альбоме»[17].
- «Fly Away». Балладу «Fly Away» со своим бэк-вокалом музыкант отдал своей старшей сестре Ребби Джексон, в 1998 году она выпустила её на своём альбоме Yours Faithfully[англ.][23]. Текст песни повествует о том, как люди не хотят терять отношения друг с другом[24]. В 2001 году «Fly Away» стала бонусным треком на Bad: Special Edition[21].
- «Todo Mi Amor Eres Tu» и «Je Ne Veux Pas La Fin De Nous». Джексон и Саида Гарретт[англ.] записали песню «I Just Can’t Stop Loving You» не только на английском, но и на испанском и французском языках — «Todo Mi Amor Eres Tu» и «Je Ne Veux Pas La Fin De Nous» соответственно. Переводом текста песни на испанский язык занимался Рубен Блейдс, на французский — Кристин Декроа[7]. Испаноязычная версия уже была издана в 2001 году на Bad: Special Edition[21].
- Завершают список композиций три ремикса на песни Джексона: две версии «Bad» от диджея Афроджека, одна из которых записана при участии рэпера Pitbull, и «Speed Demon» от Nero[7].

## Реакция критиков
| Оценки критиков      | Оценки критиков |
| Источник             | Оценка          |
| -------------------- | --------------- |
| Entertainment Weekly | A               |
| PopMatters           | [ 17 ]          |
| Rolling Stone        | [ 26 ]          |
| BBC                  | положительная   |
| Drowned in Sound     | 9/10            |
| Laut.de              | [ 28 ]          |

Обозреватель Entertainment Weekly посчитал «настоящим сокровищем» бонусные демоверсии песен, особенно отметив «I’m So Blue» и «Don’t Be Messin’ Around». «Al Capone» по мнению критика могла бы стать самодостаточным синглом. «Этот фантастический бокс-сет подойдёт как для любого ценителя популярной музыки, так и для поклонника Майкла Джексона, — пишет рецензент PopMatters. — Да, недостатки оригинального альбома никуда не делись, но все эти рабочие моменты в бонусных материалах помогают нам лучше понять творчество Короля Поп-музыки». Критик BBC Music назвал Bad 25 «прекрасным, вечно актуальным и ценным шедевром популярной музыки».
Критики сошлись во мнении, что ремиксы, представленные в Bad 25, не несут никакой ценности. Их назвали «откровенной халтурой» и «оскорблением памяти Майкла Джексона». Отметили рецензенты и плохое качество видео на вошедшем в делюкс-издание DVD-диске с концертом музыканта: «Очевидно, это оцифровка VHS-кассеты»; «Вероятно, им не удалось найти ничего, что соответствовало бы сегодняшним стандартам», — писали обозреватели Drowned in Sound и Laut.de.

## Список композиций
| №                   | Название                                         | Автор(ы)                    | Длительность |
| ------------------- | ------------------------------------------------ | --------------------------- | ------------ |
| 1.                  | «Bad»                                            | Майкл Джексон               | 4:07         |
| 2.                  | «The Way You Make Me Feel»                       | Джексон                     | 4:59         |
| 3.                  | «Speed Demon»                                    | Джексон                     | 4:01         |
| 4.                  | «Liberian Girl»                                  | Джексон                     | 3:53         |
| 5.                  | «Just Good Friends» (со Стиви Уандером)          | Терри Бриттен, Грэхэм Лил   | 4:05         |
| 6.                  | «Another Part of Me»                             | Джексон                     | 3:54         |
| 7.                  | «Man in the Mirror»                              | Саида Гарретт, Глен Баллард | 5:19         |
| 8.                  | «I Just Can't Stop Loving You» (c Саидой Гаррет) | Джексон                     | 4:25         |
| 9.                  | «Dirty Diana»                                    | Джексон                     | 4:52         |
| 10.                 | «Smooth Criminal»                                | Джексон                     | 4:19         |
| 11.                 | «Leave Me Alone»                                 | Джексон                     | 4:38         |
| Общая длительность: | Общая длительность:                              | Общая длительность:         | 48:32        |

| №                   | Название                                                                         | Автор(ы)                       | Длительность |
| ------------------- | -------------------------------------------------------------------------------- | ------------------------------ | ------------ |
| 1.                  | «Don’t Be Messin’ Around»                                                        | Джексон                        | 4:20         |
| 2.                  | «I’m So Blue»                                                                    | Джексон                        | 4:09         |
| 3.                  | «Song Groove» (A/K/A «Abortion Papers»)                                          | Джексон                        | 4:28         |
| 4.                  | «Free»                                                                           | Джексон                        | 4:27         |
| 5.                  | «Price of Fame»                                                                  | Джексон                        | 4:35         |
| 6.                  | «Al Capone»                                                                      | Джексон                        | 3:36         |
| 7.                  | «Streetwalker»                                                                   | Джексон                        | 5:55         |
| 8.                  | «Fly Away»                                                                       | Джексон                        | 3:28         |
| 9.                  | «Todo Mi Amor Eres Tu» («I Just Can't Stop Loving You», Spanish version)         | Джексон, Рубен Блейдс          | 4:11         |
| 10.                 | «Je Ne Veux Pas La Fin De Nous» («I Just Can't Stop Loving You», French version) | Джексон, Кристин «Коко» Декроа | 4:07         |
| 11.                 | «Bad» (Remix by Afrojack feat. Pitbull — DJ Buddha edit)                         | Джексон                        | 4:30         |
| 12.                 | «Speed Demon» (Remix by Nero)                                                    | Джексон                        | 4:13         |
| 13.                 | «Bad» (Remix by Afrojack — Club Mix)                                             | Джексон                        | 7:35         |
| Общая длительность: | Общая длительность:                                                              | Общая длительность:            | 59:34        |

| №                   | Название                                                  | Автор(ы)                                                                                         | Длительность |
| ------------------- | --------------------------------------------------------- | ------------------------------------------------------------------------------------------------ | ------------ |
| 1.                  | «Wanna Be Startin’ Somethin’»                             | Джексон                                                                                          | 5:18         |
| 2.                  | «This Place Hotel»                                        | Джексон                                                                                          | 4:55         |
| 3.                  | «Another Part of Me»                                      | Джексон                                                                                          | 4:02         |
| 4.                  | «I Just Can't Stop Loving You»                            | Джексон                                                                                          | 4:22         |
| 5.                  | «She’s Out of My Life»                                    | Том Балер                                                                                        | 4:22         |
| 6.                  | «I Want You Back» / «The Love You Save» / «I’ll Be There» | Берри Горди, Дик Ричардс, Альфонцо Мицелл, Фредерик Перрен, Боб Уэст, Хал Дэвис, Вилли Хатчинсон | 4:04         |
| 7.                  | «Rock With You»                                           | Род Темпертон                                                                                    | 4:04         |
| 8.                  | «Human Nature»                                            | Джон Беттис, Стив Поркаро                                                                        | 4:29         |
| 9.                  | «Smooth Criminal»                                         | Джексон                                                                                          | 4:41         |
| 10.                 | «Dirty Diana»                                             | Джексон                                                                                          | 5:00         |
| 11.                 | «Thriller»                                                | Темпертон                                                                                        | 4:28         |
| 12.                 | «Working Day And Night»                                   | Джексон                                                                                          | 5:55         |
| 13.                 | «Beat It»                                                 | Джексон                                                                                          | 5:44         |
| 14.                 | «Billie Jean»                                             | Джексон                                                                                          | 5:39         |
| 15.                 | «Bad»                                                     | Джексон                                                                                          | 4:28         |
| 16.                 | «Man in the Mirror»                                       | Саида Гарретт, Глен Баллард                                                                      | 6:22         |
| Общая длительность: | Общая длительность:                                       | Общая длительность:                                                                              | 82:53        |

| №   | Название                                                                             | Автор(ы)                                                                                         | Длительность |
| --- | ------------------------------------------------------------------------------------ | ------------------------------------------------------------------------------------------------ | ------------ |
| 1.  | «Wanna Be Startin’ Somethin’»                                                        | Джексон                                                                                          |              |
| 2.  | «This Place Hotel»                                                                   | Джексон                                                                                          |              |
| 3.  | «Another Part of Me»                                                                 | Джексон                                                                                          |              |
| 4.  | «I Just Can't Stop Loving You»                                                       | Джексон                                                                                          |              |
| 5.  | «She’s Out of My Life»                                                               | Том Балер                                                                                        |              |
| 6.  | «I Want You Back» / «The Love You Save» / «I’ll Be There»                            | Берри Горди, Дик Ричардс, Альфонцо Мицелл, Фредерик Перрен, Боб Уэст, Хал Дэвис, Вилли Хатчинсон |              |
| 7.  | «Rock With You»                                                                      | Род Темпертон                                                                                    |              |
| 8.  | «Human Nature»                                                                       | Джон Беттис, Стив Поркаро                                                                        |              |
| 9.  | «Smooth Criminal»                                                                    | Джексон                                                                                          |              |
| 10. | «Dirty Diana»                                                                        | Джексон                                                                                          |              |
| 11. | «Thriller»                                                                           | Темпертон                                                                                        |              |
| 12. | «Working Day And Night»                                                              | Джексон                                                                                          |              |
| 13. | «Beat It»                                                                            | Джексон                                                                                          |              |
| 14. | «Billie Jean»                                                                        | Джексон                                                                                          |              |
| 15. | «Bad»                                                                                | Джексон                                                                                          |              |
| 16. | «Man in the Mirror»                                                                  | Саида Гарретт, Глен Баллард                                                                      |              |
| 17. | «The Way You Make Me Feel» (Бонус: from Wembley Stadium, July 15th, 1988)            | Джексон                                                                                          |              |
| 18. | «I Just Can't Stop Loving You»/«Bad» (Бонус: from Yokohama Stadium, September, 1987) | Джексон                                                                                          |              |

## Позиции в чартах
| Чарт (2012)        | Высшая позиция |
| ------------------ | -------------- |
| Австрия            | 10             |
| Бельгия (Валлония) | 7              |
| Бельгия (Фландрия) | 16             |
| Венгрия            | 19             |
| Греция             | 13             |
| Испания            | 2              |
| Италия             | 1              |
| Нидерланды         | 6              |
| Новая Зеландия     | 32             |
| Норвегия           | 20             |
| Польша             | 12             |
| Португалия         | 16             |
| США (Hot 100)      | 46             |
| Финляндия          | 27             |
| Франция            | 42             |
| Чехия              | 12             |
| Швеция             | 14             |
| Южная Корея        | 15             |
| Япония             | 8              |